# 25020 Tinyacheng
25020 Tinyacheng (tên chỉ định: 1998 QY13) là một tiểu hành tinh vành đai chính. Nó được phát hiện bởi dự án Nghiên cứu tiểu hành tinh gần Trái Đất Lincoln ở Socorro, New Mexico ngày 17 tháng 8 năm 1998. Nó được đặt theo tên Tinya Cheng, người giành giải nhì tại Giải thưởng Khoa học và Kỹ thuật Intel năm 2008.